# Celebryta

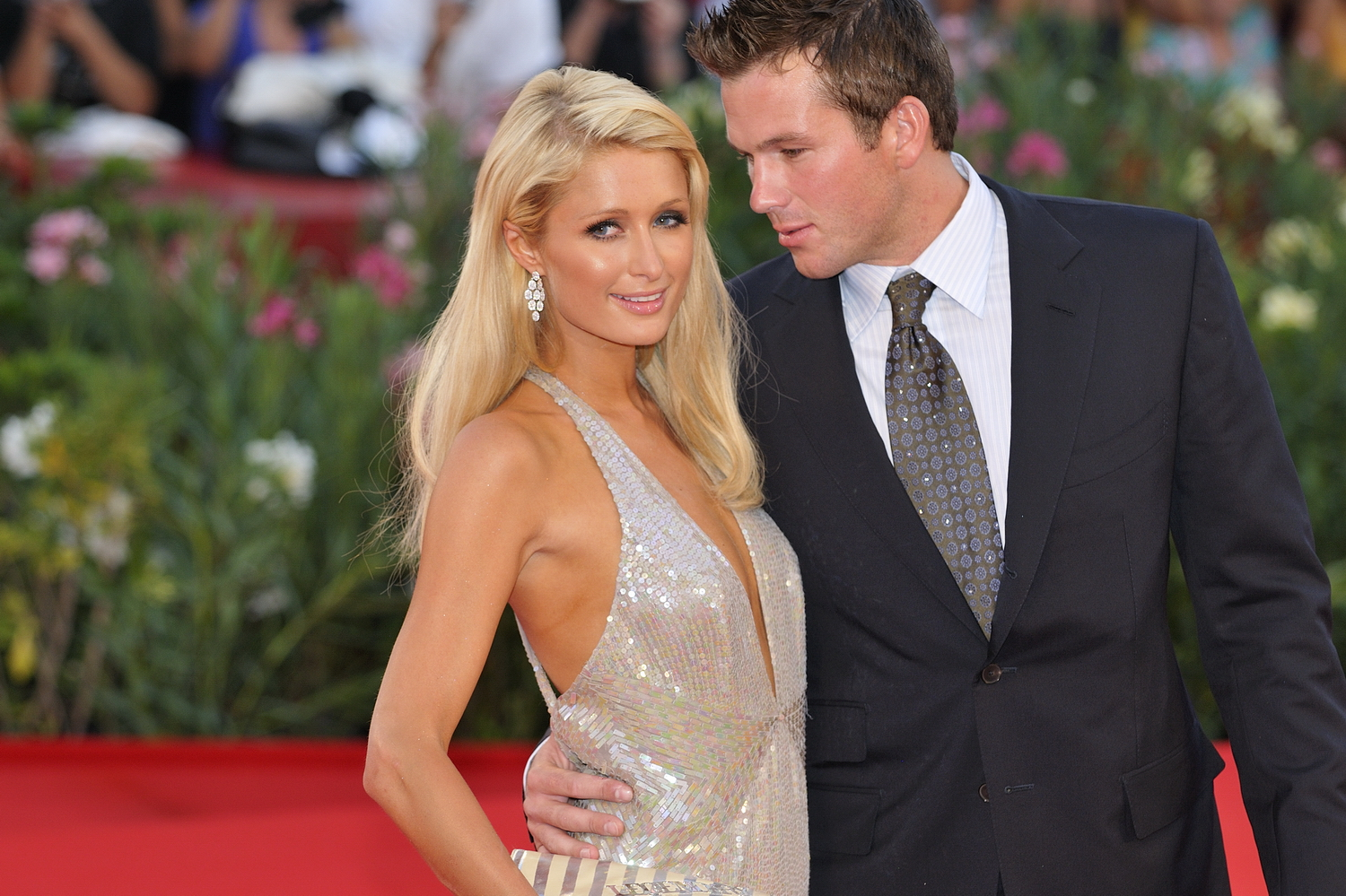
Paris Hilton jest często określana jako „osoba znana z tego, że jest znana” – tu ze swoim partnerem na czerwonym dywanie

Celebryta (rodz. żeński celebrytka, l.mn. celebryci; od ang. celebrity, z łac. celebrare) – znana osoba będąca obiektem zainteresowania mediów, zwłaszcza tabloidów. Spotyka się również określenie osobowość medialna.
Zgodnie z definicją sformułowaną przez Daniela Boorstina w 1961 roku „celebryta to osoba, która jest znana z tego, że jest znana”. Słowo „celebryta” nie jest dokładnym synonimem gwiazdy, sławy, idola, autorytetu. Ze względu na możliwość szerokiego oddziaływania społecznego celebryci wykorzystywani są w działaniach reklamowych.

## Pochodzenie wyrazu
Słowo to w języku polskim pojawia się od 2009 roku: statystyki wyszukiwarki Google pokazują, że do stycznia 2009 wyraz ten w zasobie słów polskiego internauty nie istniał.

Statystyka wywołań słów: celebryta, celebryci, celebryt w wyszukiwarce Google

Występowanie tego leksemu w polskojęzycznej przestrzeni komunikacyjnej przed tym okresem jest sporadyczne i ogranicza się do niewielkiej ilości publikacji specjalistycznych w dziedzinie mediów:
- rok 2007 – Wiesław Godzic, teoretyk mediów[4]; Jacek Żakowski, dziennikarz[5]; Teresa Grzeszak, teoretyk prawa cywilnego[6]
- rok 2008 – Tomasz Potkaj, redaktor tygodnika o celebrytach Rewia[7]; Radosław Strzelecki, filozof[8]

Swoją popularność celebryta może wykorzystać w działaniach reklamowych firm w zamian za wynagrodzenie.